# دهستان سرچهان
دهستان سرچهان، یکی از دهستان‌های بخش مرکزی شهرستان سرچهان در استان فارس ایران است. مرکز این دهستان، روستای سیاهو است.

## جمعیت
بر پایه سرشماری عمومی نفوس و مسکن در سال ۱۳۹۵، جمعیت دهستان سرچهان برابر با ۴۷۸ نفر بوده است.